# Stefanowcy
Stefanowcy (także stefanowicze) – grupa religijna, która pojawiła się w II Rzeczypospolitej wśród prawosławnej społeczności na Wołyniu w rejonie miejscowości Bohoszówka (Bohuszka). Nazwa grupy pochodziła od jej założyciela, Stefana Bochoniuka z Bohoszówki. Swoje nauczanie mieli zbliżone do Unii Zborów Kościoła Adwentystów Dnia Siódmego. W II Rzeczypospolitej grupa nie została uznana prawnie przez polskie władze państwowe za związek wyznaniowy.
Grupa była oskarżana o popieranie bolszewizmu i ateizmu, a także o wrogi stosunek do inteligencji.
W 1924 r. Stefan Bochoniuk redagował w języku rosyjskim czasopismo „Beseda Druga” („Rozmowa Przyjacielska”). Ukazały się 4 numery czasopisma o objętości 4 stron. Następnie w latach 1926–1939 redagował w języku rosyjskim miesięcznik „Nowyj wiernyj put’ k żizni” („Nowa prawdziwa droga do życia”). Czasopismo to podobnie jak poprzednie liczyło 4 strony. Ukazało się łącznie 35 numerów pisma. Ostatnie jego wydanie ukazało się w maju 1929 roku. Oba czasopisma drukowała Drukarnia Richtera w Łucku.